# ChildFund Alliance
ChildFund Allaince ist eine internationale nichtstaatliche Organisation für Entwicklungszusammenarbeit mit Schwerpunkt kinder- und jugendorientierte Projekte mit Sitz in New York City.
Die Allianz wurde im Jahr 2002 von 11 internationalen Kinderhilfsorganisationen gegründet und fördert Kinder sowie deren Familien in 70 Ländern.
Die wichtigsten Ziele sind eine umfassende Grundversorgung in den Bereichen Ernährung, Gesundheit und Bildung sowie die Hinführung zu einer dauerhaften Eigenständigkeit.

## Mitglieder
- Barnfonden (Schweden)
- BORNEfonden (Dänemark)
- ChildFund Deutschland
- ChildFund International (USA)
- Christian Children’s Fund of Canada
- ChildFund Australia
- ChildFund Ireland
- ChildFund Japan
- ChildFund New Zealand (Neuseeland)
- ChildFund Korea
- Taiwan Fund for Children and Families
- Un Enfant Par La Main (Frankreich)